# Morella Joseph
Morella Joseph, es una política santalucence. Fue la primera mujer en alcanzar la presidencia de un partido político en la historia de Santa Lucía, una pequeña nación al norte de Venezuela, en la región del Caribe. 
Tras la sorpresiva renuncia de Vaughan Lewis, Joseph se alzó con el triunfo en las elecciones del derechista Partido Unido de los Trabajadores de Santa Lucía celebradas en octubre de 2000. Su triunfo no fue bien recibido por algunos sectores de la prensa y del electorado y en las elecciones del mismo año Morella perdió la oportunidad de ocupar un escaño en el Parlamento al ser derrotada por el candidato del Partido Laborista.